# Jessie Graff

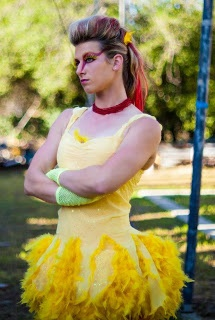
Jessie Graff 2013

Jessie Graff (* 12. Januar 1984 in New York City) ist eine US-amerikanische Stuntfrau und Gewinnerin bei American Ninja Warrior. Dort schaffte sie als erste Frau überhaupt den Parcours 1 des Finales.

## Leben
Graff studierte Luftfahrttechnik an der Georgia Tech und wechselte dann zu Theater an der University of Nebraska-Lincoln, wo sie 2007 graduierte.

### Sport
Sie hat einen schwarzen Gürtel in Taekwondo und einen schwarzen Sash in Kung Fu. Sie ist in fünf weiteren Martial Arts Künsten trainiert. Sie ist weiterhin Läuferin, Hochspringerin und Turnerin. Sie ist 1,73 m groß.
2008 lief sie in der US-Show WipeOut ihren ersten Hindernisparcour.
Seit 2013 nimmt sie an American Ninja Warrior teil.

### Film
Sie doubelte bisher in über 70 Filmen und Serien u. a. G.I. Joe, Transformers, Die Hard, The Dark Knight, Agents of S.H.I.E.L.D, Leverage, Wonder Woman oder die Schauspielerin Melissa Benoist in Supergirl.